# Марк Апоний Сатурнин
Марк Апоний Сатурнин (на латински: Marcus Apponius Saturninus) e римски сенатор през 1 век.
През 57 и 66 г. e суфектконсул. Той е член на frater Arvalis по времето на император Нерон.
През 68 / 69 г. e управител на провинция Мизия, където се бие срещу роксоланите. Той е заедно с Луций Тетий Юлиан, командир на Legio VII Claudia в Долна Мизия на Дунав. За успехите си получава триумф (ornamenta triumphalia) от император Отон.. След 73 г. той e проконсул на провинция Азия..